# بني الهندى (عبس)

تعديل مصدري - تعديل

بني الهندي هي إحدى قرى عزلة بني ثواب بمديرية عبس التابعة لمحافظة حجة، بلغ تعداد سكانها 164 نسمة حسب تعداد اليمن لعام 2004.